# Чемпионат Европы по настольному теннису 1982
13-й Чемпионат Европы по настольному теннису проходил с 17 по 25 апреля 1982 года в Будапеште (Венгрия).

## Медалисты

### Мужчины
| Разряд               | Золото                                                                              | Серебро                                                                                               | Бронза                                                                                         |
| -------------------- | ----------------------------------------------------------------------------------- | --- | ---------------------------------------------------------------------------------------------- |
| Одиночный разряд     | Микаэль Аппельгрен                                                                  | Ян-Уве Вальднер                                                                                       | Габор Гергей                                                                                   |
| Одиночный разряд     | Микаэль Аппельгрен                                                                  | Ян-Уве Вальднер                                                                                       | Тибор Клампар                                                                                  |
| Парный разряд        | Драгутин Шурбек Зоран Калинич                                                       | Габор Гергей Иштван Йоньер                                                                            | Ульф Бенгтссон Эрик Линд                                                                       |
| Парный разряд        | Драгутин Шурбек Зоран Калинич                                                       | Габор Гергей Иштван Йоньер                                                                            | Жак Секретен Патрик Бирошо                                                                     |
| Командное первенство | Венгрия · Тибор Клампар · Иштван Йоньер · Габор Гергей · Жолт Кристон · Янош Молнар | Чехословакия · Милан Орловский · Йозеф Дворачек · Йиндржих Панский · Владислав Брода · Мирослав Брода | Югославия · Драгутин Шурбек · Зоран Калинич · Миливой Каракашевич · Бела Месарош · Дамир Юрчич |

### Женщины
| Разряд               | Золото                                                               | Серебро                                                                    | Бронза                                                             |
| -------------------- | -------------------------------------------------------------------- | -------------------------------------------------------------------------- | ------------------------------------------------------------------ |
| Одиночный разряд     | Беттине Вризекоп                                                     | Джилл Хаммерсли                                                            | Урсула Камидзуру                                                   |
| Одиночный разряд     | Беттине Вризекоп                                                     | Джилл Хаммерсли                                                            | Валентина Попова                                                   |
| Парный разряд        | Флюра Булатова Инна Коваленко                                        | Беттине Вризекоп Сандра де Крёйфф                                          | Джилл Хаммерсли Линда Джарвис                                      |
| Парный разряд        | Флюра Булатова Инна Коваленко                                        | Беттине Вризекоп Сандра де Крёйфф                                          | Габриэлла Сабо Юдит Маргош                                         |
| Командное первенство | Венгрия · Эдит Урбан · Беатрикс Кишхази · Габриэлла Сабо · Жужа Олах | ФРГ · Урсула Камидзуру · Кирстен Крюгер · Зузанне Венцель · Анке Ольшевски | Англия · Джилл Хаммерсли · Линда Джарвис · Кэрол Найт · Карен Витт |

### Микст
| Разряд           | Золото                         | Серебро                        | Бронза                          |
| ---------------- | ------------------------------ | ------------------------------ | ------------------------------- |
| Смешанный разряд | Анджей Грубба Беттине Вризекоп | Драгутин Шурбек Бранка Батинич | Игорь Подносов Валентина Попова |
| Смешанный разряд | Анджей Грубба Беттине Вризекоп | Драгутин Шурбек Бранка Батинич | Йозеф Дворжачек Бланка Шиганова |